# Xã Mill Creek, Quận Morgan, Missouri
Xã Mill Creek (tiếng Anh: Mill Creek Township) là một xã thuộc quận Morgan, tiểu bang Missouri, Hoa Kỳ. Năm 2010, dân số của xã này là 1.107 người.